# Marsypopetalum modestum
Marsypopetalum modestum är en kirimojaväxtart som först beskrevs av Jean Baptiste Louis Pierre, och fick sitt nu gällande namn av B. Xue och Richard M.K. Saunders. Marsypopetalum modestum ingår i släktet Marsypopetalum och familjen kirimojaväxter. Inga underarter finns listade i Catalogue of Life.